# Kościół Chrystusa Odkupiciela w Għaxaq
Kościół Chrystusa Odkupiciela (malt. Il-knisja ta’ Redentur, ang. Church of Christ the Redeemer), znany też jako kościół Najświętszego Zbawiciela (malt. Il-knisja ta' Santu Kristu – barokowy rzymskokatolicki kościół znajdujący się w Għaxaq na Malcie. Kościół podlega parafii Wniebowzięcia Matki Bożej w tym mieście.  

## Historia
W 1807 roku na wzgórzu znanym jako Kalamija, gdzie dziś stoi kościół, niejaki Mikelanġ Żammit zbudował niszę Odkupiciela. Mikelanġ uniknął śmierci, gdy jakiś czas wcześniej w tym miejscu przewrócił się jego powóz, przygniatając właściciela. Posąg Jezusa dżwigającego krzyż został umieszczony w niszy rok później, w 1808 roku. Posąg ten wykonał Pietro Paolo Azzopardi, uczeń Mariano Gerady, jednego z najlepszych rzeźbiarzy tamtych czasów (niektóre źródła podają jako autora rzeźby Pawlu Cassara, innego ucznia Gerady).
W połowie XIX wieku ks. Ġużepp Demicoli z Għaxaq, w związku z dużą pobożnością parafian postanowił na miejscu niszy zbudować kościół. Po uzyskaniu stosownych zezwoleń oraz zebraniu funduszy 17 października 1852 roku położony został kamień węgielny nowej świątyni. Jej plan sporządził Francesco Carabott z Żejtun. Po siedmiu latach prac, 25 września 1859 roku budynek został ukończony. Całkowity koszt budowy kościoła wyniósł około 12 000 scudi, 7 000 zapłacono ze zbiórki pieniężnej, a kolejne 5 000 dano w formie darmowej pracy. Figura Chrystusa została przeniesiona do kościoła i umieszczona w niszy, w miejscu obrazu tytularnego nad ołtarzem.

## Architektura

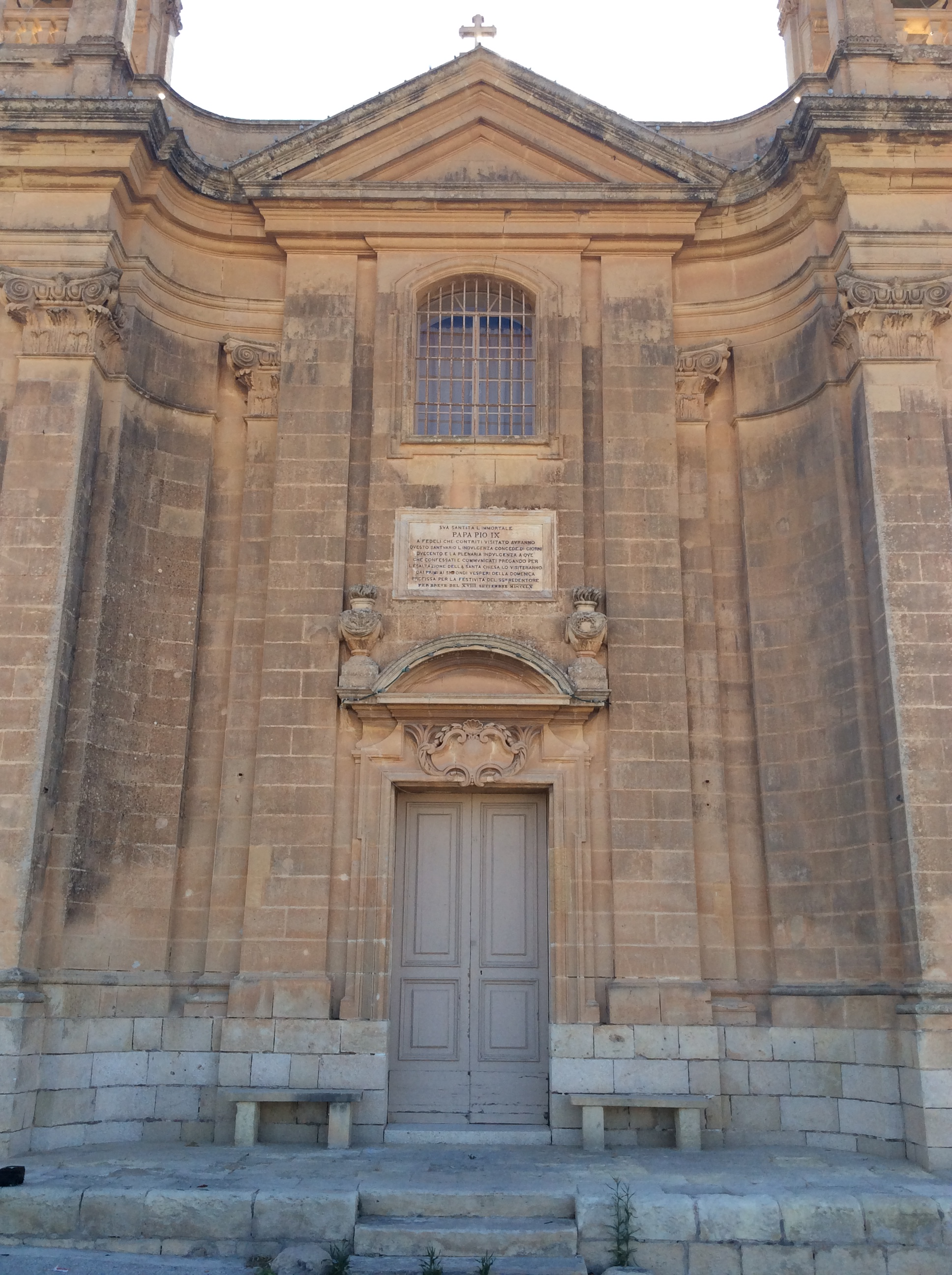
Centralna, wklęsła część fasady. Widoczne naroża dzwonnic.

### Wygląd zewnętrzny
Fasada inspirowana jest licznymi fasadami kościołów parafialnych z dwiema dzwonnicami po bokach. Są one zbudowane na planie kwadratu. Narożniki wież akcentowane są wysokimi pilastrami w stylu korynckim, które podpierają wysokie belkowanie. Zwieńczenia dzwonnic są również kwadratowe, z czterema otworami zamkniętymi łukami, ozdobione są również pilastrami w stylu korynckim. W każdej z dzwonnic znajdują się po dwa dzwony.
Część fasady pomiędzy dzwonnicami jest wklęsła: wieże są wysunięte do przodu i połączone z częścią środkową łukowatą ścianą. Część centralna, flankowana dwoma wysokimi pilastrami doryckimi, zawiera kwadratowe drzwi, nad którymi znajduje się kartusz i półkolisty fronton. Wyżej, pomiędzy dwoma bardzo zdobionymi urnami umieszczona została w 1860 roku duża marmurowa tablica pamiątkowa, która mówi, że papież Pius IX daje odpusty tym, którzy odwiedzą kościół pod pewnymi warunkami. Nad tablicą duże okno doświetla świątynię. Nad wszystkim znajduje się trójkątny fronton.
Nad kościołem góruje pokaźna kopuła z latarnią.

### Wnętrze
Wnętrze świątyni jest dość obszerne, zbudowane jest na planie kwadratu, z prezbiterium i dwoma ołtarzami po bokach. Nad wszystkim wznosi się pokaźna kopuła wsparta na czterech łukach i czterech głównych pilastrach w stylu toskańskim. Ołtarz znajduje się w prezbiterium o półokrągłym kształcie, zamkniętym apsydą ozdobioną krzyżem z promieniami na jej sklepieniu konchowym. Ściany prezbiterium są również podzielone pilastrami w stylu toskańskim.
Na środku ponad ołtarzem, w zwyczajowym miejscu obrazu tytularnego znajduje się nisza, w której umieszczona jest figura Odkupiciela, wspomniana wyżej. Po jej bokach, nad dwojgiem drzwi umieszczone są dwa owalne obrazy w kamiennych ramach. W kościele znajduje się również kilka srebrnych darów wotywnych.

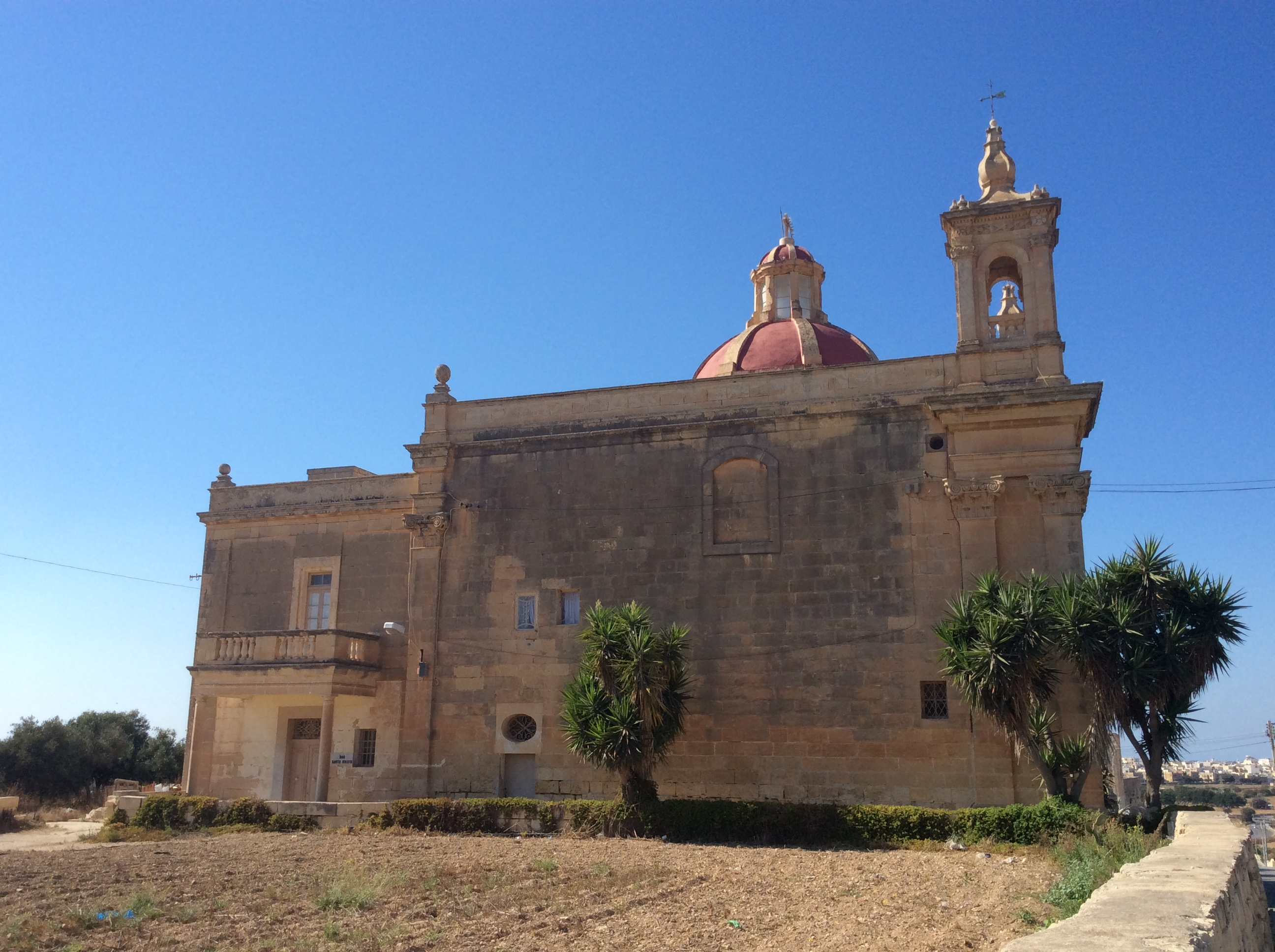
Świątynia widziana z boku. Z tyłu kościoła były dom zakonnic (z balkonem).

## Kościół dziś
Na tyłach kościoła znajduje się niewielki dom, w którym mieszkały zakonnice franciszkanki opiekujące się kościołem. W roku 2019 podjęto decyzję o odnowieniu kościoła, głównie fasady i placu przed świątynią. 

## Ochrona dziedzictwa kulturowego
27 grudnia 2013 roku kościół został wpisany na listę National Inventory of the Cultural Property of the Maltese Islands pod numerem 2031.